# Franz Ludwig Wind
Pour les articles homonymes, voir Ludwig et Wind.
Pour le nom de famille, voir Wind  (patronyme).
Franz Ludwig Wind, né à Kaiserstuhl le 14 novembre 1719 et mort dans la même ville le 25 août 1789, âgé de 69 ans, est un sculpteur et ornemaniste suisse du XVIIIe siècle.

## Biographie

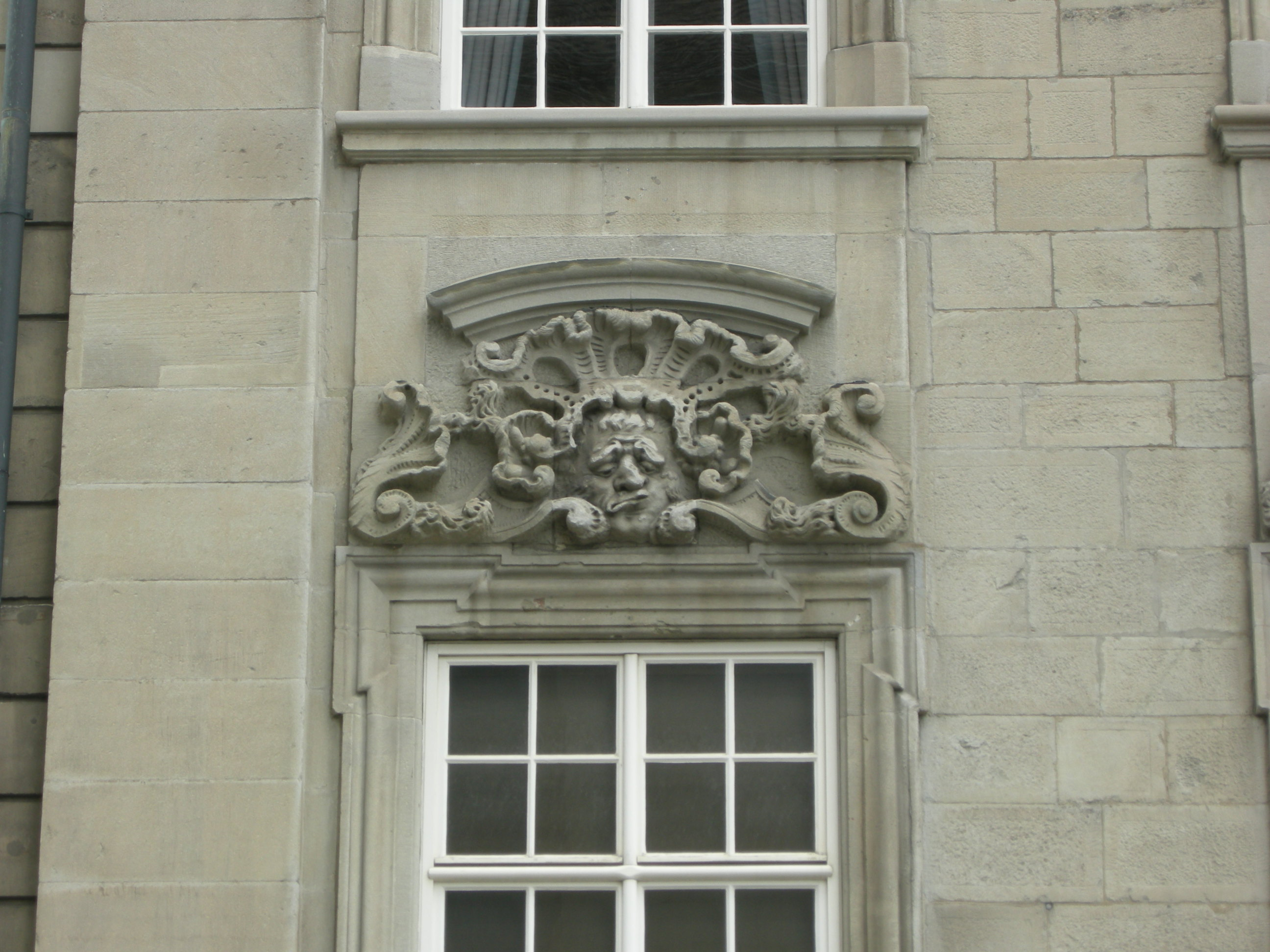
Zunfthaus zur Meisen : décor sculpté

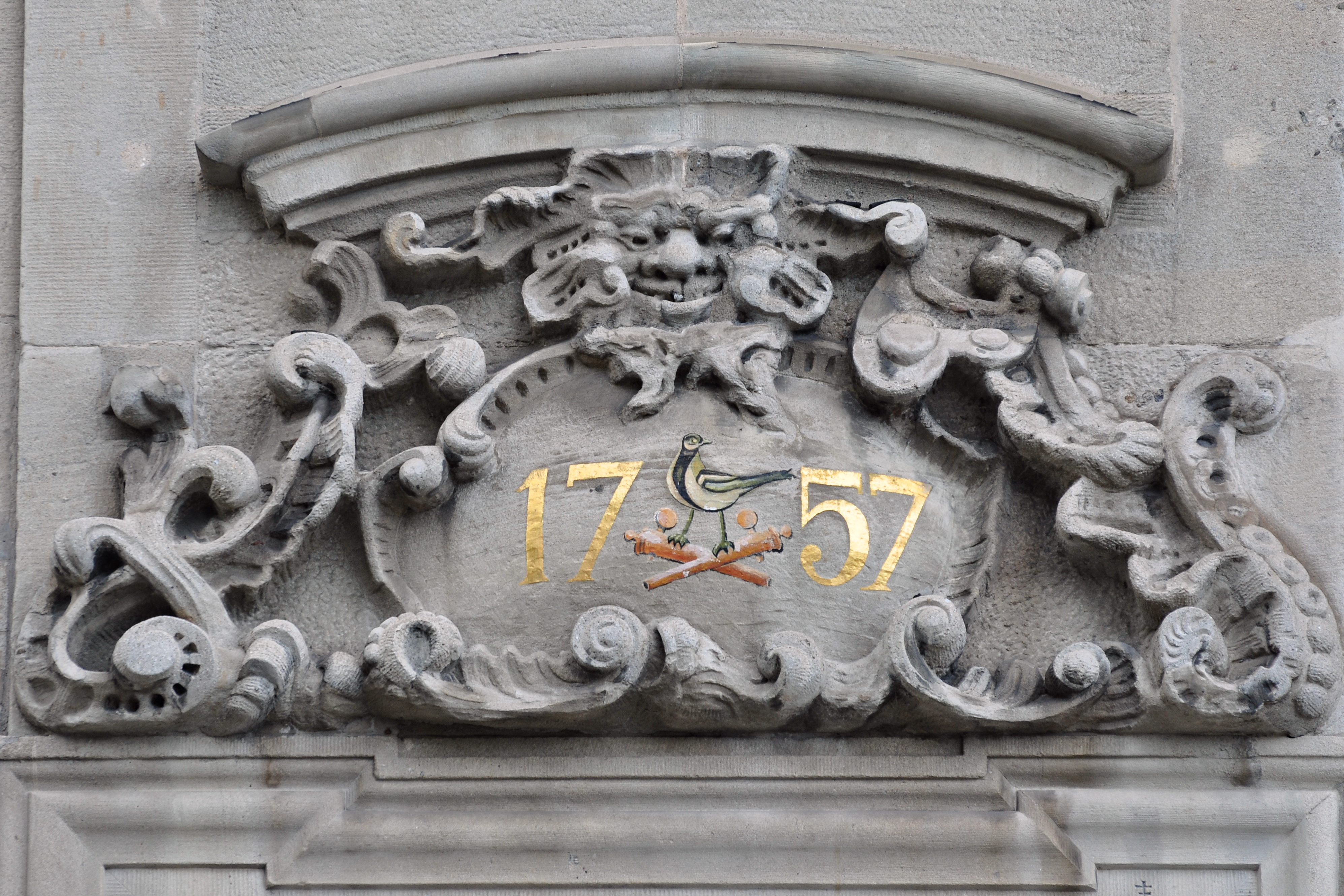
Zunfthaus zur Meisen : détail de la façade

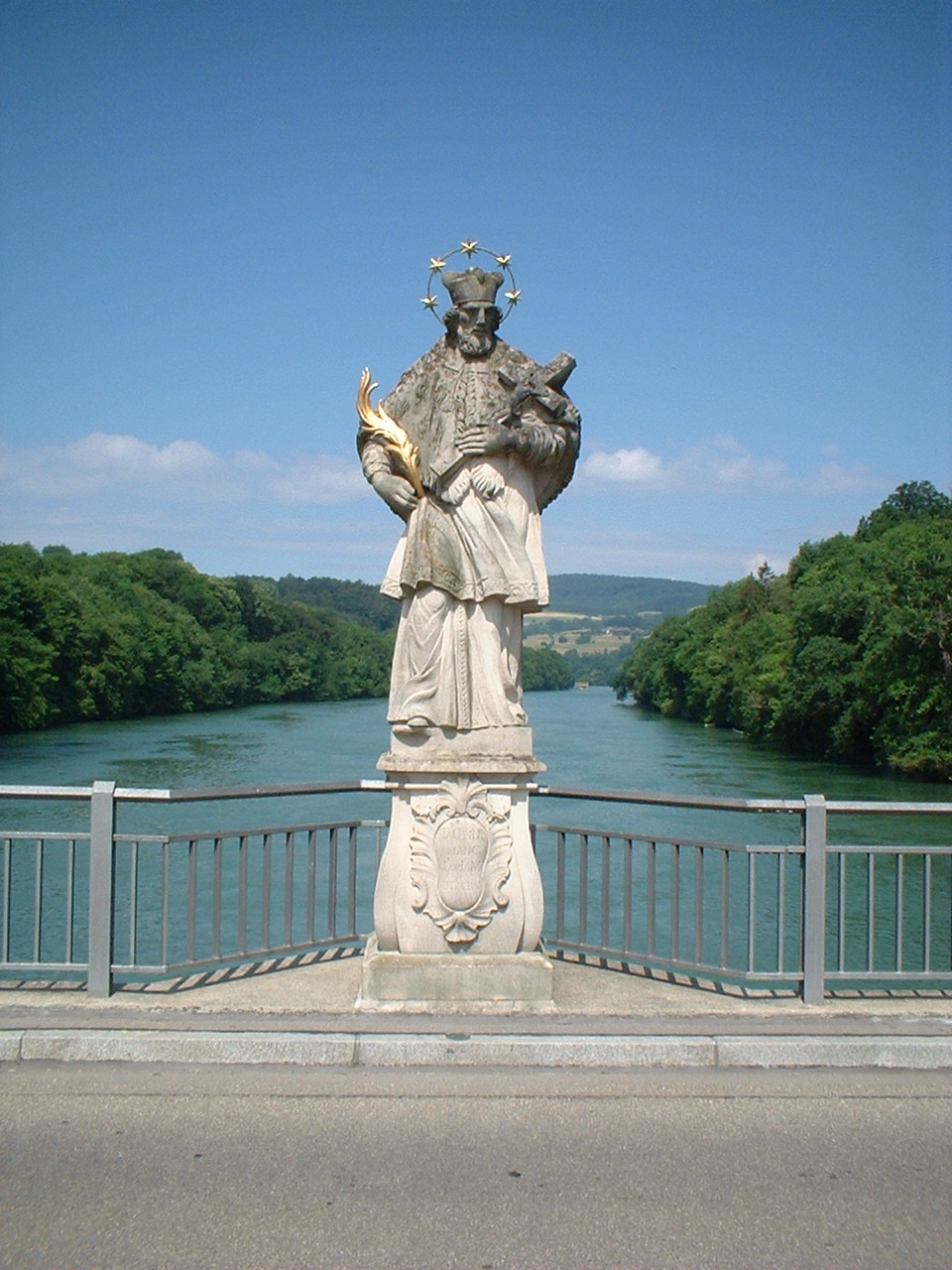
Statue de Jean Népomucène sur le pont du Rhin à Kaiserstuhl

Fils d'Anton, teinturier de Reutte (Tyrol), et de Maria Magdalene Trinkler, il fait son apprentissage de sculpteur sur bois et sur pierre entre 1735 et 1741. Après avoir effectué son tour de compagnon à travers l'Allemagne méridionale et l'Autriche, il retourna à Kaiserstuhl en 1749, jusqu'à la mort de son père. Dès 1753 Wind travailla à Zurich, où il fit des sculptures ornementales pour la Zunfthaus zur Meisen et pour l'orphelinat. Il fut actif à Kaiserstuhl entre 1760 et 1780 (maisons Zur Linde et Mayenfisch) et participa à la décoration de plusieurs églises argoviennes. Il réalisa particulièrement en 1773 les linteaux de fenêtres avec mascarons de la Maison du Chapitre à Zurzach, notables par leur originalité. Wind se distingue surtout par sa sculpture ornementale, et spécialement par l'expressivité singulière et l'humour de ses mascarons grotesques en style rocaille.
Wind épouse en 1750 Anna-Barbara Laban, issue d'une famille d'épiciers peu connue. De cette union naîtront cinq fils et une fille. Il semble avoir lutté avec des problèmes financiers toute sa vie et mourut presque sans le sou.

## Œuvres
- 1752 Statue de saint Jean Népomucène sur le pont de Kaiserstuhl
- 1756–1557 Chaire de l'église de Sainte-Catherine à Kaiserstuhl
- 1755 Décor sculpté de la façade de la Zunfthaus zur Meisen à Zürich
- 1765 Bas-reliefs de la balustrade d'escalier à la »Haus zur Linde« et décor sculpté du Palais Mayenfisch à Kaiserstuhl[3]
- 1766 Sculptures du maître-autel de la chapelle du pèlerinage Mariawil, près de Baden
- 1767–1768 Façade du orphelinat de Zurzach
- 1772 Bas-relief héraldique au Hôtel de Ville et portail de la Maison des Douanes à Kaiserstuhl
- 1773 Façade de la Maison du Chapitre à Zurzach
- 1773–1786 Sculptures und maître-autel à la Paroisse St. Michel à Würenlingen
- 1775 Sculptures sur l'autel et bancs, ainsi qu'une stèle commémorative à Kaiserstuhl
- 1776 Portail du château Schwarzwasserstelz
- 1778 Dessus-de-porte sculpté à l'hôpital de Kaiserstuhl
- 1781 Piédestal de fontaine en style rococo à Kaiserstuhl
- 1783-1787 Banc d'œuvre et fonts baptismaux de l'église de Sainte-Catherine à Kaiserstuhl